# Centre des démocrates sociaux
Pour les articles homonymes, voir CDS.
 (mai 2019).
Si vous disposez d'ouvrages ou d'articles de référence ou si vous connaissez des sites web de qualité traitant du thème abordé ici, merci de compléter l'article en donnant les références utiles à sa vérifiabilité et en les liant à la section « Notes et références ».
Le Centre des démocrates sociaux (CDS) est un parti politique français classé au centre droit, de conviction démocrate-chrétienne, fondé au congrès de Rennes, tenu du 21 au 23 mai 1976, par la fusion du Centre démocrate de Jean Lecanuet (opposé à Charles de Gaulle depuis 1962 puis à Georges Pompidou) et du Centre démocratie et progrès de Jacques Duhamel (rallié au gaullisme à partir de l'élection de Georges Pompidou en 1969). Il a été, de 1978 à sa disparition en 1995, un des membres fondateurs de l'Union pour la démocratie française (UDF) dont il constituait l'aile démocrate-chrétienne. Il faisait partie des membres fondateurs du Parti populaire européen.
Une partie importante de ses membres constitue un groupe parlementaire autonome à l'Assemblée nationale entre 1988 et 1993 (Union du centre) afin de soutenir les gouvernements d'ouverture de centre-gauche de Michel Rocard, d'Édith Cresson puis de Pierre Bérégovoy. Au Sénat il forme le groupe de l'Union centriste des démocrates de progrès (UCDP) entre 1976 et 1983 puis Union centriste à partir de cette date. Il fusionne avec le PSD et devient Force démocrate en novembre 1995, sous l'impulsion de François Bayrou.
Le parti Force européenne démocrate lancé en 2012 entend désormais incarner la composante des « démocrates sociaux » et « libéraux humanistes » au sein de l'UDI, dans l'héritage du CDS.

## Positionnement politique
Son idéologie est la démocratie chrétienne. En effet elle remonte au catholicisme social d'Albert de Mun et au Mouvement républicain populaire (MRP, existant entre 1944 et 1966), influent sous la Quatrième République. Pour cette famille politique, l'État doit être décentralisé avec l'organisation d'organes distincts au niveau local et être au service des plus démunis par l'action sociale. Il recueille notamment l’héritage du MRP, le « parti de l’Europe » où militait Robert Schuman.
Après 1945, la démocratie chrétienne se prononce en faveur de la construction européenne en soutenant la création d'organes supra-nationaux capables de faire face aux problèmes du chômage, de l'insécurité[réf. nécessaire]. Ils se prononcent pour une coopération poussée des États européens dans ces domaines par l'intermédiaire d'un mode supranational plus puissant que les États eux-mêmes, c'est-à-dire pour une Europe fédérale.
Les représentants de cette famille dans les années 1990 ont été François Bayrou, Dominique Baudis, Pierre Méhaignerie, Philippe Douste-Blazy, Bernard Stasi.
Les Jeunes Démocrates Sociaux (JDS) constituaient le mouvement de jeunesse du CDS.
Les archives du Centre des démocrates sociaux sont conservés aux Archives nationales sous la cote 541AP (I) & (II).

## Identité visuelle

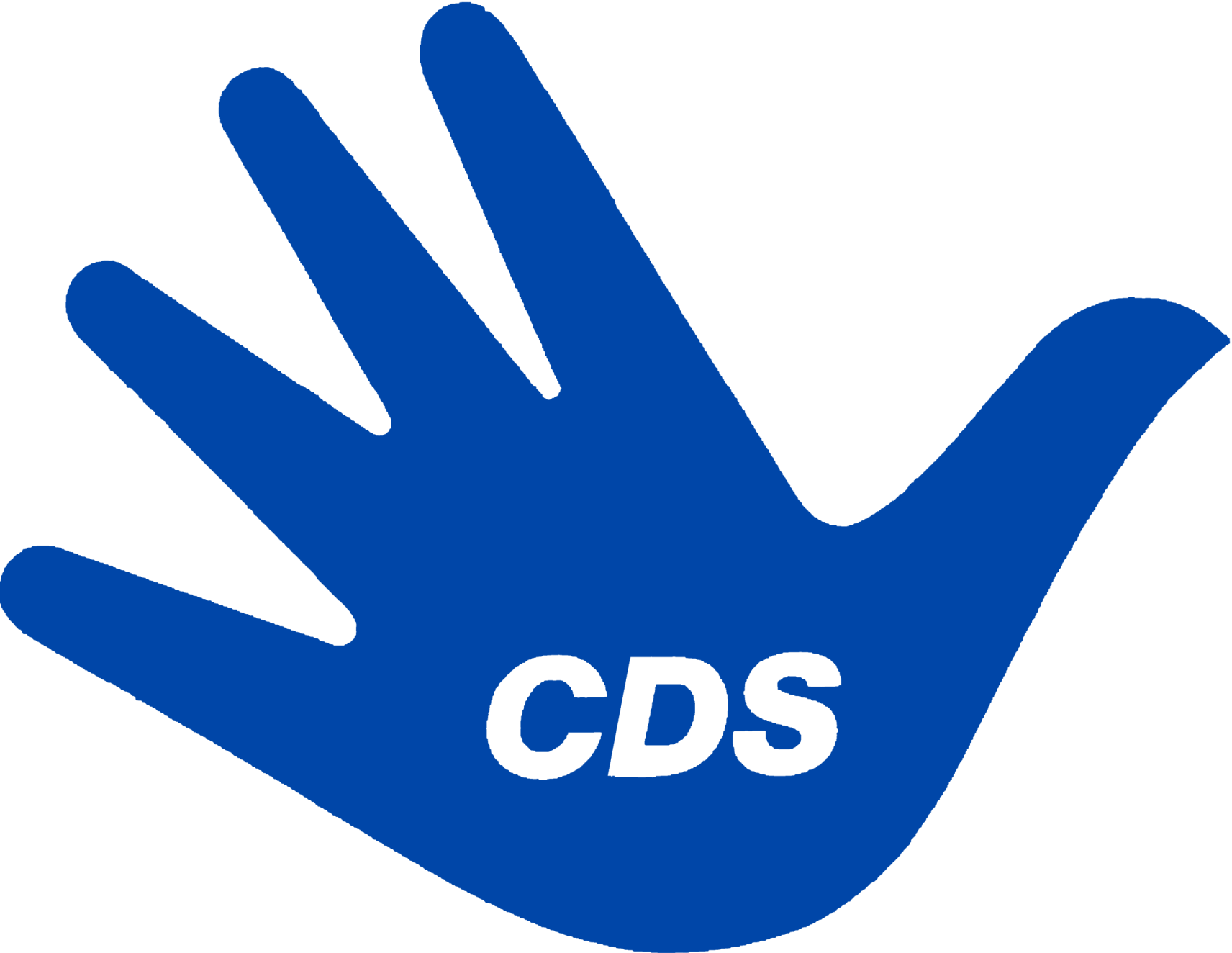
Années 1970.
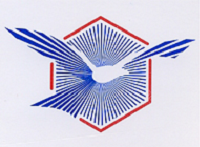
Années 1980.
Années 1990.

## Dirigeants

### Présidents
- mai 1976 - juin 1982 : Jean Lecanuet
- juin 1982 - décembre 1994 : Pierre Méhaignerie
- décembre 1994 - novembre 1995 : François Bayrou

À noter qu'ils ont tous été nommés ministre d'État, garde des Sceaux, ministre de la Justice :
Jean Lecanuet de 1974 à 1976 dans le premier gouvernement Jacques Chirac, Pierre Méhaignerie de 1993 à 1995 dans le gouvernement Édouard Balladur et François Bayrou en 2017, au sein du premier gouvernement Édouard Philippe.

### Secrétaires généraux
- mai 1976 - octobre 1977 : Jacques Barrot (1re fois)
- octobre 1977 - mai 1983 : André Diligent
- mai 1983 - octobre 1991 : Jacques Barrot (2e fois)
- octobre 1991 - décembre 1994 : Bernard Bosson
- décembre 1994 - décembre 1995 : Philippe Douste-Blazy

### Présidents de groupe parlementaire

#### Assemblée nationale
Présidents du groupe de l'Union du centre (34 membres et 7 apparentés) de 1988 à 1993 :
- 1988-1991 : Pierre Méhaignerie
- 1991-1993 : Jacques Barrot

#### Sénat
Présidents du groupe Union centriste des démocrates de progrès (1976-1983) puis Union centriste (à partir de 1983) :
- 1976-1986 : Adolphe Chauvin
- 1986-1993 : Daniel Hoeffel
- 1993-1995 : Maurice Blin (reste président du groupe jusqu'en 1998)

## Personnalités

### Ministres
Ne sont listés ici que les ministres, non les secrétaires d'État et ministres délégués.
Gouvernement Chirac I (mai-août 1976)
Deux ministres CDS sur 15 ministères (dont un des deux ministres d'État) :
- Justice (ministre d'État) : Jean Lecanuet
- Qualité de la Vie : André Fosset

Gouvernement Barre I (1976-1977)
Un ministre CDS sur 16 ministères (qui est l'un des trois ministres d'État) :
- Plan et Aménagement du Territoire (ministre d'État) : Jean Lecanuet

Gouvernement Barre II (1977-1978)
Deux ministres CDS sur 13 puis 14 ministères :
- Agriculture : Pierre Méhaignerie
- Industrie, Commerce et Artisanat : René Monory

Gouvernement Barre III (1978-1981)
Trois puis quatre ministres CDS sur 19 puis 18 puis 17 ministères :
- Économie et Finances : René Monory
- Agriculture : Pierre Méhaignerie
- Commerce et Artisanat : Jacques Barrot (1978-1979)
- Santé et Sécurité sociale : Jacques Barrot (1979-1981)
- Transports : Daniel Hoeffel (1980-1981)

Gouvernement Chirac II (1986-1988)
Deux ministres CDS sur 14 ministères :
- Équipement, Logement, Aménagement du Territoire et Transports : Pierre Méhaignerie
- Éducation nationale : René Monory

Gouvernement Rocard II (1988-1991)
Un ministre CDS (puis ex-CDS, ouverture) sur 21 ministères :
- Commerce extérieur : Jean-Marie Rausch

Gouvernement Balladur (1993-1995)
Quatre ministres CDS sur 23 puis 22 ministères (dont 1 des 4 ministres d'État) :
- Justice (ministre d'État) : Pierre Méhaignerie
- Éducation nationale : François Bayrou
- Économie et Finances : Edmond Alphandéry
- Équipement, Tourisme et Transports : Bernard Bosson

Gouvernement Juppé I (mai-novembre 1995)
Cinq ministres CDS sur 26 ministères :
- Éducation nationale, Enseignement supérieur, Recherche et Insertion professionnelle : François Bayrou
- Travail, Dialogue social et Participation : Jacques Barrot
- Culture : Philippe Douste-Blazy
- Développement économique et Plan (puis Économie, Finances et Plan à partir d'août 1995) : Jean Arthuis
- Réforme de l'État, Décentralisation et Citoyenneté : Claude Goasguen

Gouvernement Juppé II (novembre 1995)
Avant sa transformation en FD, 4 ministres CDS sur 16 ministères :
- Éducation nationale, Enseignement supérieur et Recherche : François Bayrou
- Travail et Affaires sociales : Jacques Barrot
- Économie et Finances : Jean Arthuis
- Culture : Philippe Douste-Blazy

### Présidents du Sénat
- 3 octobre 1968 - 2 octobre 1992 : Alain Poher (CDS à partir de 1976)
- 2 octobre 1992 - 1er octobre 1998 : René Monory (CDS jusqu'en 1995)

### Présidents de conseils régionaux élus
- Alsace : Marcel Rudloff (1986-1996, CDS jusqu'en 1995)
- Champagne-Ardenne : Bernard Stasi (1986-1988)
- Lorraine : Jean-Marie Rausch (1986-1992, CDS jusqu'en 1988)
- Midi-Pyrénées : Dominique Baudis (1986-1988)
- Poitou-Charentes : Louis Fruchard (1986-1988)
- Rhône-Alpes : Charles Béraudier (1986-1988)